# Digulleville
Digulleville ist eine Ortschaft und eine ehemalige französische Gemeinde mit 261 Einwohnern (Stand: 1. Januar 2022) im Département Manche in der Region Normandie. Sie gehörte zum Arrondissement Cherbourg und zum Kanton La Hague. Die Einwohner nennen sich Digullevillais.
Mit Wirkung vom 1. Januar 2017 wurde die bisherige Gemeinde Digullevill mit den übrigen 18 Gemeinden der ehemaligen Communauté de communes de la Hague zu einer Commune nouvelle mit dem Namen La Hague zusammengeschlossen und verfügt in der neuen Gemeinde über den Status einer Commune déléguée. Der Verwaltungssitz befindet sich im Ort Beaumont-Hague.

## Geografie
Digulleville liegt an der Ärmelkanal-Küste auf der Halbinsel Cotentin, in der Landschaft La Hague, im armorikanischen Massiv. Das Dorf besteht aus einer einzigen Straße (Rue Désert) und aus verstreuten Weilern.
Angrenzende Gemeinden waren Omonville-la-Rogue im Osten, Beaumont-Hague im Süden, Herqueville im Südwesten und Omonville-la-Petite im Westen.

## Toponymie
Der Ort tauchte 1163 als Digulevilla auf.
Digulleville leitet sich aus dem gälischen Vornamen  Decuil und aus der Endung -ville (Bauernhof) ab. Man findet den Namen auch im ehemaligen Ort Digulstonga in Island.

## Geschichte
Die menschliche Gegenwart in Digulleville ist alt. Die Anwesenheit von Tumuli und die Entdeckung von Münzen aus Bronze zeugen von einer keltischen Siedlung vor dem römischen Einfall.

### Fundstätten
- Mehrere grubenförmige Feuerstellen aus der Zeit um 4700 vor Christus wurden neben Pointe Jardeheu entdeckt[3].
- Der Weiler Raumarais beherbergt zwei Stätten, die ins frühe Mittelneolithikum zurückreichen. Die Fundstücke (Töpferei, kleine Schaber aus Silex), lassen auf eine wahrscheinlich saisonale Zwischenstation zum Jagen und zum Fischen schließen[4].
- Ausgrabungen in der Bucht von La Gravette haben Feuerstellen aus der Eisenzeit enthüllt[5].

## Bevölkerungsentwicklung
| Jahr      | 1962 | 1968 | 1975 | 1982 | 1990 | 1999 | 2006 | 2016 |
| Einwohner | 194  | 179  | 173  | 185  | 230  | 248  | 297  | 281  |

## Wirtschaft
Auf einem Teil von Digulleville liegt die umstrittene Wiederaufbereitungsanlage La Hague. An die Wiederaufbereitungsanlage grenzt das Centre de Stockage de la Manche.
Die Industriezone wird vom Chambre de commerce et d’industrie de Cherbourg-Cotentin betrieben. Ungefähr 30 Unternehmen sind dort angesiedelt.

## Sehenswürdigkeiten
- Gutshaus vom Boscq; Gutshaus von Douville
- Kirche Saint-Paterne, romanische Kirche aus dem 13. Jahrhundert, Saint-Paterne, vormals Bischof von Avranches, gewidmet
- ehemaliger Semaphor von Jardeheu am Pointe Jardeheu, heute eine Besucherunterkunft
- Hague-Dick, Befestigungswall aus der Bronzezeit, der den Zugang zum Kap von La Hague sichern sollte, Monument historique[7][8].
- Wasserfall von La Brasserie am Flüsschen Sainte-Hélène, das den Weiler La Brasserie mit Wasser versorgt

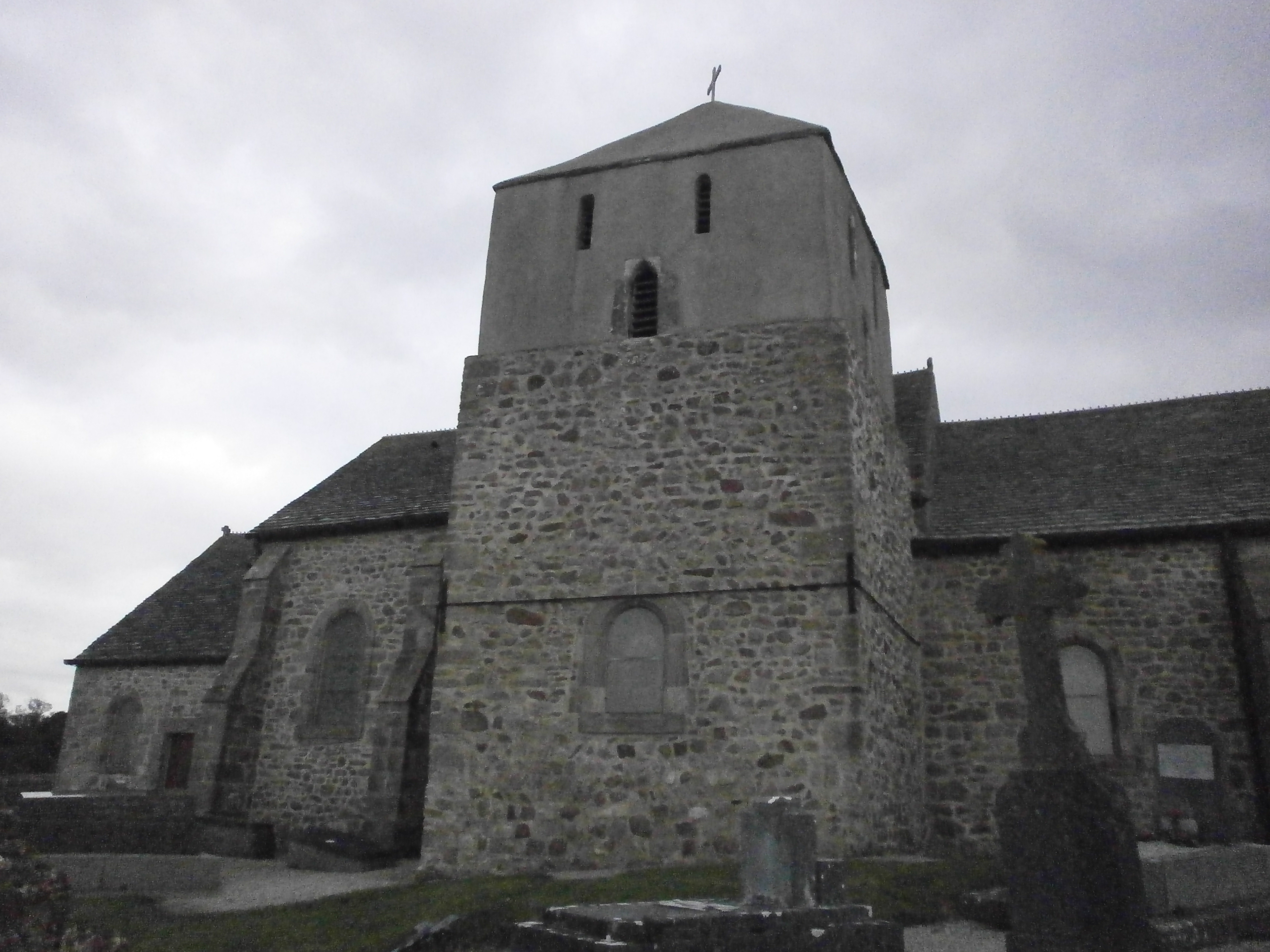
Kirche Saint-Paterne
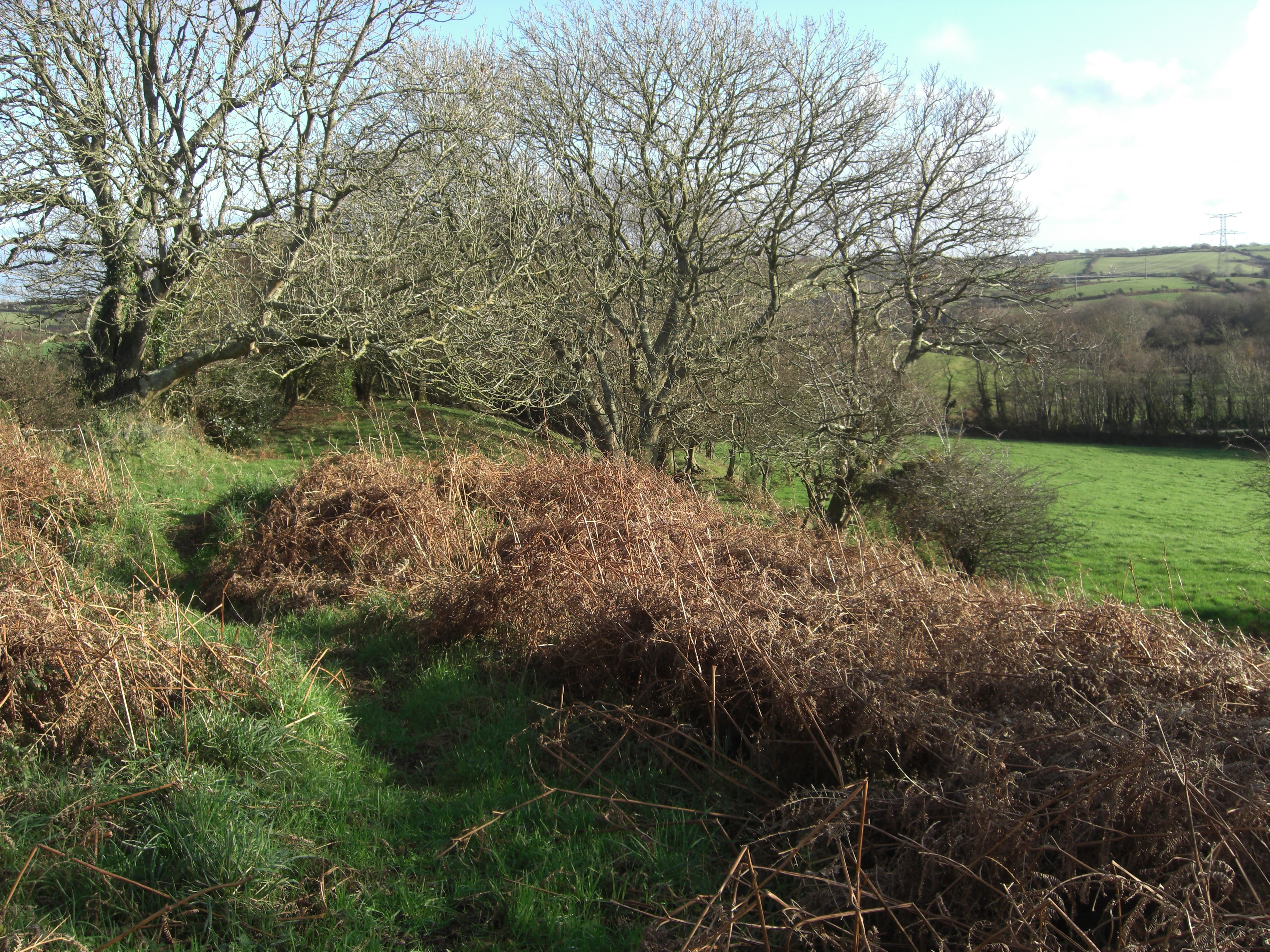
Hague-Dick
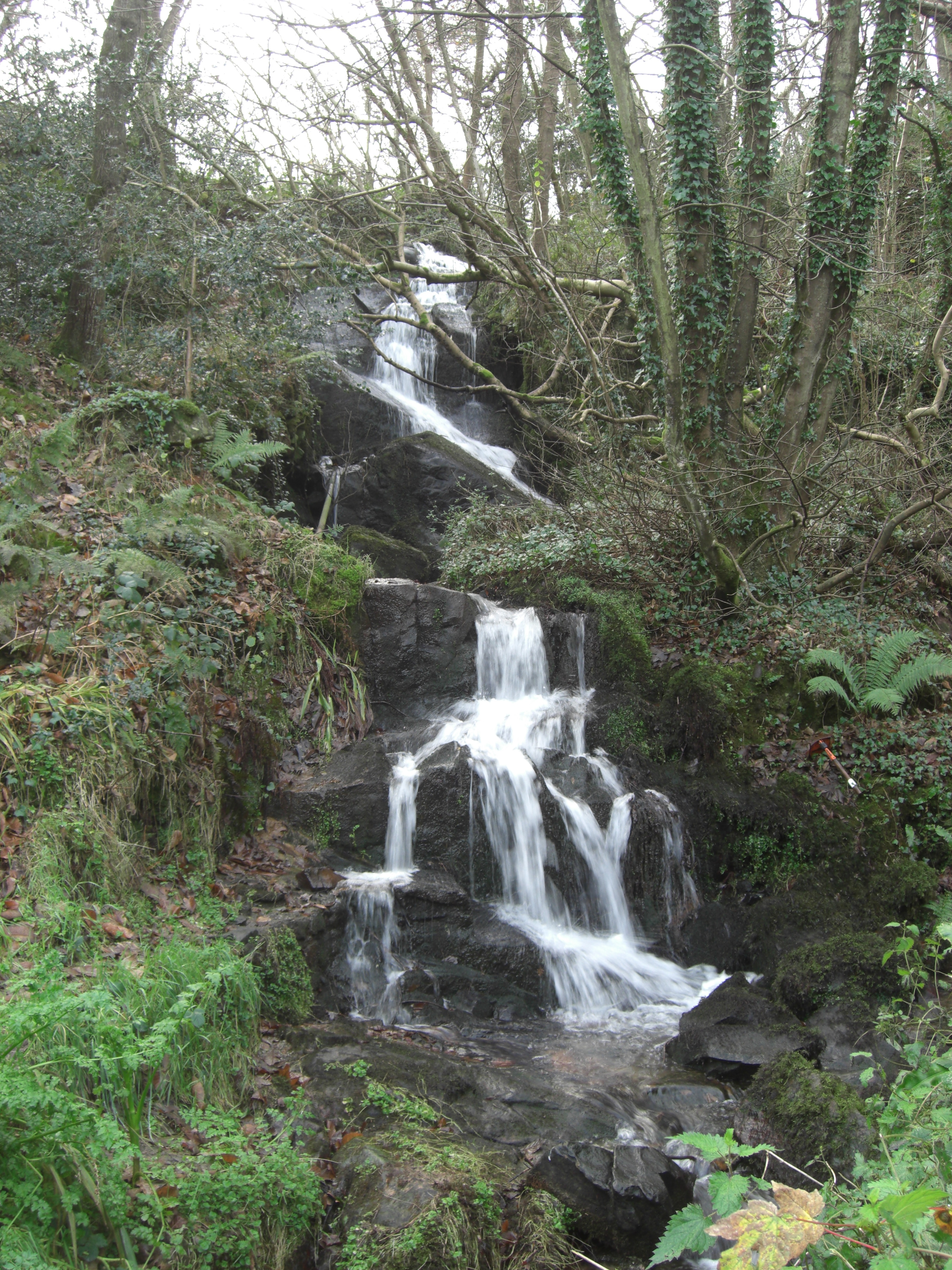
Wasserfall Sainte-Hélène

## Persönlichkeiten
- Guillaume de Digulleville (* 1295 in Digulleville, † nach 1358), Mönch und Dichter
- Bon Prosper Lepesqueur (* 1846 in Digulleville, † 1921), echter Name Polidor, Marinezeichner in Cherbourg. Er hat viele Lieder auf normannisch (Le Cordounyi, La Batterie de Serasin, Le Chendryi, La Parcie, Le Fisset) geschrieben.

## Digulleville im Film
2005 wurde der Film Le Passager de l’été von Florence Moncorgé-Gabin in der Gemeinde gedreht.